# Spenglerův pohár 2019
Spenglerův pohár 2019 je 93. ročníkem turnaje hokejových klubů, který probíhá od 26. do 31. prosince 2019 ve švýcarském Davosu. Účastní se ho šest celků (pět evropských klubů a výběr Kanady složený z hokejistů hrajících v evropských klubech), které byly rozděleny do dvou skupin po třech. Jedna je pojmenována po Richardu Torrianim, druhá po Hansi Cattim. Ve skupinách se utkají systémem každý s každým.  Druhý z první skupiny se následně utkal ve čtvrtfinále se třetím ze druhé skupiny a naopak. Vítězové těchto dvou soubojů postoupili do semifinále, v němž narazili na vítěze základních skupin. Vítězové semifinále se utkaly ve finále.

## Účastníci turnaje
- TPS Turku
- Salavat Julajev Ufa
- HC Davos (hostitel)
- Tým Kanady (tým složený z Kanaďanů hrajících v Evropě)
- HC Oceláři Třinec
- HC Ambri-Piotta

## Zápasy
Všechny časy zápasů jsou uvedeny ve středoevropském letním čase (SELČ).

### Skupinová fáze
| Vysvětlivky                     |
| ------------------------------- |
| Postup do semifinále            |
| Postup do čtvrtfinále           |
| Vítěz zápasu je tučně zvýrazněn |